# Daniel Estrada Agirrezabalaga
Daniel Estrada Agirrezabalaga (Zarauz, Guipúzcoa, 3 de enero de 1987) es un futbolista español que juega en la posición de interior o lateral derecho. Actualmente juega en el Barakaldo Club de Fútbol de la Segunda División B de España.

## Trayectoria

### Inicios
Extremo derecho en sus orígenes, se fue acomodando a posiciones más atrasadas con el paso del tiempo. Llegó a las categorías inferiores de la Real Sociedad procedente del C.D. Zarautz, equipo de su localidad natal. Ahí se formó como futbolista mientras realizaba sus estudios en Antoniano Ikastetxea y Oteitza Lizeoa.
Debutó en la Real Sociedad B el 27 de agosto de 2005 en el partido R.Sociedad "B" 0 -R.Valladolid "B" 0. En el filial realista jugó las dos siguientes temporadas en 2ªB. En su última temporada en la R.Sociedad "B" ) debutó con el primer equipo el (10 de febrero de 2007) en el partido Real Sociedad 1 - Real Madrid C. F. 2.

### Real Sociedad

#### Temporada 2007/08
En verano de 2007 fue promocionado al primer equipo de la Real Sociedad, coincidiendo con el regreso del club donostiarra a la segunda división después de más de 40 años en la máxima categoría. Su puesto sobre el campo estaba ocupado por Xabi Prieto, titular habitual. Estrada tuvo pocas oportunidades de jugar y solo disputa 8 partidos de Liga como titular de los 18 que juega.

#### Temporada 2008/09
En la temporada 2008/09 Estrada jugó 25 encuentros, la mayor parte de ellos como suplente, ya que solo en 8 de ellos estuvo en el once inicial. En el apartado colectivo, el conjunto txuri-urdin fracasó de nuevo en su intento de conseguir el ascenso.

#### Temporada 2009/10
La situación de Estrada cambió totalmente durante la temporada 2009/10. El recién llegado entrenador uruguayo Martín Lasarte se encontró a comienzo de temporada sin el puesto de lateral derecho debidamente cubierto. Gerardo había abandonado el club durante el verano, Carlos Martínez se encontraba lesionado y el joven Iñigo Sarasola, ascendido del filial no cubría las expectativas del técnico. Entonces el técnico uruguayo decidió reubicar a Estrada, un jugador poco utilizado hasta ese momento, en el puesto de lateral. El zarauztarra se adaptó rápidamente a su nueva ubicación y logró la titularidad y confianza del técnico uruguayo durante ese arranque de temporada. Martín Lasarte destacó de él su casta y sus ganas.
Exceptuando un partido que no pudo disputar por sanción, debida a la acumulación de tarjetas amarillas, Estrada jugó todos los minutos de esa temporada hasta la jornada 18 de Liga, el 3 de enero de 2010, frente al Villarreal "B". En Villarreal, se lesionó en una jugada en la que hizo una falta por la que fue sancionado con tarjeta amarilla. El jugador siguió jugando con ciertas molestias en la rodilla el resto del partido hasta que fue expulsado a falta de 2 minutos por recibir una segunda tarjeta amarilla. La Real empató a uno y perdió el liderato. Sin embargo, lo grave llegó tras el partido, cuando las molestias en la rodilla fueron a más. Al jugador le fue diagnosticada una rotura del menisco externo que produjo una baja de 2 meses. Estrada no volvió a jugar un partido oficial hasta 5 meses después, en la última jornada de Liga, ya que en su ausencia Carlos Martínez recuperó la titularidad.
La Real Sociedad obtuvo el ascenso a Liga BBVA tras tres temporadas luchando por el él. Por otro lado, en abril de 2010, cuando el jugador estaba todavía convaleciente de su lesión, fue renovado por la Real Sociedad hasta 2014.

#### Temporada 2010/11
Durante la temporada alterna momentos de titularidad con la suplencia en una lucha por el puesto con Carlos Martínez, sin que ninguno de los dos jugadores se convierta en un habitual en el once de Martín Lasarte.
El 26 de febrero de 2011 marcó su primer gol en la 1ª División en la derrota por 4-1 frente al RCD Espanyol. 2 minutos antes de marcar su primer gol había marcado un gol en propia puerta.

#### Temporada 2011/12
En la temporada 2011-12, con Philippe Montanier en el banquillo, el protagonismo de jugador de Zarauz en la plantilla aumenta, ya que pasa a disputar todavía más partidos y tener más minutos, siendo el lateral derecho más utilizado. Además anota dos goles, el primero ante el Granada C.F. y el segundo ante el Levante U. D., ambos en la primera vuelta.

#### Temporada 2012/13
De cara a la temporada 2012/13, Estrada comenzó la temporada como lateral derecho habitual debido a la lesión de su compañero Carlos Martínez, aunque cuando éste se recuperó a mediados de la 1ª Vuelta, le desbancó de la titularidad y vio reducida su porción de minutos. El 1 de junio de 2013, los donostiarras consiguen una histórica clasificación para la Champions League.

#### Temporada 2013/14
En verano de 2013 se produjo el cambio de técnico, con la llegada de Jagoba Arrasate. El jugador inició la pretemporada con molestias en el pie izquierdo por un golpe. A pesar de ello, debido a que su compañero Carlos Martínez también se lesionó a finales de agosto, se vio forzado a jugar algunos partidos del inicio de la temporada como titular. Debutó en la Champions League, el día 17 de septiembre ante el Shakhtar Donetsk en Anoeta, tras haber disputado previamente también el partido de vuelta de la eliminatoria previa ante el Olympique de Lyon. El 24 de septiembre cayó lesionado en un partido ante el F.C. Barcelona en el Camp Nou. No volvió a jugar ningún partido más durante esa temporada, ya que en noviembre se le diagnosticó que su lesión no era un golpe sino un arrancamiento de ligamento, lesión que se había agravado al forzar sin guardar reposo. Su ausencia prolongada propició el ascenso a la primera plantilla del juven Joseba Zaldua, quien le desplaza no solo de la titularidad sino también del puesto de lateral derecho suplente.
El 1 de junio de 2014 la Real renovó su contrato por una temporada más.

#### Temporada 2014/15
Su última temporada como realista, la pasó totalmente apartado, sin contar con minutos, y casi sin entrar en las convocatorias de ninguno de sus dos entrenadores, David Moyes y Jagoba Arrasate. En toda la temporada solo jugó un total de 2 minutos, entrando como suplente en el minuto final de un partido de la Copa ante el Real Oviedo. Durante la temporada pasó a ser el cuarto lateral derecho del equipo, superado por Joseba Zaldua, Carlos Martínez y el joven Aritz Elustondo.

### Deportivo Alavés
Totalmente desvinculado a la Real Sociedad, el jugador zarauztarra inicia una nueva etapa en el Deportivo Alavés en la Liga Adelante tras vincularse a otros clubes de la categoría como el C.D. Numancia de Jagoba Arrasate. En el club babazorro toma el rol de suplente siendo usado tanto en la posición de lateral derecho como de extremo. Tras conseguir el ascenso la entidad vitoriana no renueva al jugador que queda libre.

### Real Unión
Estrada comenzó la temporada 2016-17 sin equipo, aunque se especuló de su posible fichaje por el AEK Larnaca. Durante la  primera mitad de la temporada mantuvo la forma entrenando con el Real Unión, equipo de la Segunda División B. El 4 de enero de 2017 el equipo irunés anunció el fichaje de Estrada hasta final de temporada. Desde su inscripción a mitad de temporada Estrada se convirtió en titular indiscutible y disputó como titular los 19 partidos que restaban de la campaña. Estrada adelantó su puesto en el campo y jugó como en su antigua demarcación de centrocampista. El Real Unión acabó séptimo clasificado de su grupo, a 5 puntos de los puestos de la liguilla de play-off, su objetivo a principio de temporada. 
Durante cuatro temporadas sería un fijo en los esquemas del Real Unión, con un total de 118 participaciones.

### Barakaldo Club de Fútbol
En agosto de 2020, firma como jugador del Barakaldo Club de Fútbol de la Segunda División B de España.

## Clubes
| Club              | País   | Año             |
| ----------------- | ------ | --------------- |
| Real Sociedad "B" | España | 2005 - 2007     |
| Real Sociedad     | España | 2007 - 2015     |
| Deportivo Alavés  | España | 2015 - 2016     |
| Real Unión        | España | 2017-2020       |
| Barakaldo CF      | España | 2020-Actualidad |

## Estadísticas
| Temporada              | Club                   | Categoría              | Liga  | Liga  | Copa  | Copa  | Europa | Europa | Total | Total |
| Temporada              | Club                   | Categoría              | Part. | Goles | Part. | Goles | Part.  | Goles  | Part. | Goles |
| ---------------------- | ---------------------- | ---------------------- | ----- | ----- | ----- | ----- | ------ | ------ | ----- | ----- |
| 2005/06                | Real Sociedad B        | Segunda División B     | 35    | 2     | -     | -     | -      | -      | 35    | 2     |
| 2006/07                | Real Sociedad B        | Segunda División B     | 31    | 13    | -     | -     | -      | -      | 31    | 13    |
| 2006/07                | Real Sociedad          | Primera División       | 8     | 0     | -     | -     | -      | -      | 8     | 0     |
| 2007/08                | Real Sociedad          | Segunda División       | 18    | 0     | 1     | 0     | -      | -      | 19    | 0     |
| 2008/09                | Real Sociedad          | Segunda División       | 25    | 0     | 2     | 0     | -      | -      | 27    | 0     |
| 2009/10                | Real Sociedad          | Segunda División       | 18    | 0     | 1     | 0     | -      | -      | 19    | 0     |
| 2010/11                | Real Sociedad          | Primera División       | 19    | 1     | 2     | 0     | -      | -      | 21    | 1     |
| 2011/12                | Real Sociedad          | Primera División       | 29    | 2     | 3     | 0     | -      | -      | 32    | 2     |
| 2012/13                | Real Sociedad          | Primera División       | 19    | 0     | 2     | 0     | -      | -      | 21    | 0     |
| 2013/14                | Real Sociedad          | Primera División       | 3     | 0     | 0     | 0     | 2      | 0      | 5     | 0     |
| 2014/15                | Real Sociedad          | Primera División       | 0     | 0     | 1     | 0     | 0      | 0      | 1     | 0     |
| 2015/16                | Deportivo Alavés       | Liga Adelante          | 19    | 1     | 2     | 0     | -      | -      | 21    | 1     |
| 2016/17                | Real Unión             | Segunda División B     | 19    | 3     | -     | -     | -      | -      | 19    | 3     |
| Total Real Sociedad    | Total Real Sociedad    | Total Real Sociedad    | 139   | 3     | 12    | 0     | 2      | 0      | 153   | 3     |
| Total Primera División | Total Primera División | Total Primera División | 78    | 3     | 14    | 0     | 2      | 0      | 94    | 3     |
| Total carrera          | Total carrera          | Total carrera          | 243   | 22    | 14    | 0     | 2      | 0      | 259   | 22    |

- Actualizado 30 de junio de 2011.